# Kaczyce (Białoruś)
Kaczyce (biał. Качычы; ros. Качичи) – wieś na Białorusi, w obwodzie grodzieńskim, w rejonie korelickim, w sielsowiecie Maluszyce.

## Historia
W dwudziestoleciu międzywojennym wieś leżała w Polsce, w województwie nowogródzkim, w powiecie nowogródzkim, w gminie Korelicze. W 1921 miejscowość liczyła 162 mieszkańców, zamieszkałych w 25 budynkach, w tym 157 Polaków i 5 Białorusinów. 161 mieszkańców było wyznania prawosławnego i 1 rzymskokatolickiego. 
Po agresji ZSRR na Polskę w 1939 roku wieś znalazła się w granicach BSRR. W latach 1941–1944 była pod okupacją niemiecką. Następnie leżała w BSRR. Od 1991 roku w Republice Białorusi.
W styczniu 1945 r. w tej okolicy odbyła się bitwa pod Rowinami pomiędzy Armią Krajową i wojskami wewnętrznymi NKWD. Zginęło 89 Polaków, żołnierzy oddziałów "Tura" i "Groma" Samoobrony Ziemi Wileńskiej. Zostali pochowani pod Kaczycami. W październiku 2021 r. nagrobek został zdewastowany, a w lipcu 2022 r. zniszczony przez władze białoruskie.